# جامعة ابن سينا
جامعة ابن سينا جامعة سودانية خاصة تم إنشائها في عام 1999م باسم «كلية الخرطوم للعلوم الطبية» وتعرف محلياً باسم «كلية نصر الدين».
في عام 2016 اصبحت الكلية جامعة باسم «جامعة ابن سينا» بقرار من وزيرة التعليم العالي والبحث العلمي سمية أبو كشوة.

## أهداف الجامعة
- تطوير التعليم الجامعي الخاص في السودان
- المشاركة في تحقيق الخطط القومية للتعليم العالي بالسودان وذلك في مجال الطب وطب الأسنان والصيدلة السريرية والعلوم الطبية الأخرى.
- العمل على تثبيت وتأكيد ريادة السودان في مجال التعليم العالي.
- الحفاظ على المستوى الأكاديمي والمهني للخريج.
- استقطاب الخبرات السودانية من الأساتذة في مجال العلوم الطبية الذين يعملون بالخارج للعودة لوطنهم.
- إيجاد الفرص في التعليم العالي لأبناء السودانيين العاملين بالخارج والطلاب من الدول المجاورة الشقيقة والصديقة.

## البرامج المطروحة حالياً
| البرنامج                        | الدرجة العلمية | المدة   |
| ------------------------------- | -------------- | ------- |
| برنامج الطب البشري              | بكالوريوس      | 6 سنوات |
| برنامج طب الأسنان               | بكالوريوس      | 5 سنوات |
| برنامج الصيدلة السريرية         | بكالوريوس      | 5 سنوات |
| برنامج المختبرات                | بكالوريوس      | 4 سنوات |
| برنامج العلاج الطبيعي والتأهيلي | بكالوريوس      | 4 سنوات |
| برنامج علوم التمريض             | بكالوريوس      | 4 سنوات |
| برنامج علوم البصريات            | بكالوريوس      | 5 سنوات |
| برنامج العلوم الإدارية          | بكالوريوس      | 4 سنوات |
| برنامج تقانة الاسنان            | دبلوم          | 3 سنوات |

## الموقع الجغرافي
P.O.Box10995, Aljerief West 1st block number 398
الجريف غرب تقاطع شارع الستين مع اوماك

## شعار الجامعة

شعار كلية الخرطوم للعلوم الطبية
شعار جامعة ابن سينا